# オシ・トロリーバス
オシ・トロリーバス（ロシア語: Ошский троллейбус）は、キルギスの都市・オシ市内に存在するトロリーバスである。

## 概要
ソビエト連邦（ソ連）時代の1977年に開通した、オシ市内に路線網を有するトロリーバス。キルギス成立後は施設の更新が滞り老朽化が問題になっていたが、2010年代には欧州復興開発銀行の支援を受けた車両や施設の大規模な改修工事や長期に渡って運休していた2号線の復旧が行われた他、ICカードを用いた自動発券システムの導入も実施されている。
2021年現在は以下の系統で運行している。
| 系統番号 | 起点            | 終点 | 備考  |
| -------- | --------------- | ---- | ----- |
| 1        | ГАО Текстильщик | ОшТУ | [ 3 ] |
| 2        | Автовокзал      | ОшТУ | [ 4 ] |